# أفعال الانتقام (فلم)
أفعال الانتقام (بالإنجليزية: Acts of Vengeance) هو فيلم جريمة وحركة ودراما أمريكي صدر عام 2017 من إخراج إيزاك فلورنتاين، وهو من بطولة أنطونيو بانديراس المحامي الذي ينتقم لموت زوجته وابنته.

## القصة
تتعرض زوجة وابنة المحامي الشهير فرانك فاليرا لجريمة قتل مروعة على يد مجهول أثناء عودتهما من عرض مدرسي، ويتم التخلص من جثتيهما في المجاري. يشعر فرانك باليأس بعد تعثر التحقيقات، فيلجأ إلى معاقبة نفسه من خلال خوض نزالات عنيفة في الحلبات، مما يجذب انتباه الضابط هانك سترود، الذي ينقذه من إحدى المواجهات. مع مرور الوقت، يزداد يأس فرانك بسبب عدم تقدم التحقيق، فيترك عمله وينغمس في حياة الفوضى، حتى يتعرض لهجوم من عصابة، وأثناء هروبه يعثر على كتاب تأملات لماركوس أوريليوس، الذي يلهمه للبحث عن الجاني والانتقام.
يبدأ فرانك رحلة الانتقام بالتدرب على القتال والتزام الصمت حتى يصل إلى الحقيقة. يزور موقع الجريمة في ساحة القطار، حيث يشتبك مع أفراد من المافيا الروسية، ويتمكن من هزيمتهم لكنه يتعرض لإصابة بطلق ناري. يتم إنقاذه من قبل ممرضة تدعى ألما، التي تعالجه في منزلها، وتتعاطف مع مأساته. لاحقًا، يعثر فرانك على كلب كان مملوكًا للمافيا، فيتبناه. تتطور علاقته مع ألما، خاصة بعد أن ينقذها من رجال يهددونها بسبب تورطها معهم في تجارة المخدرات، فيأخذها إلى منزله لحمايتها.
يكتشف فرانك أن رجلًا يُدعى "السيد شيفرز"، يعمل طاهيًا في مطعم، قد شهد جريمة قتل عائلته. عند مواجهته، يكشف شيفرز أن القاتل الحقيقي ليس سوى الضابط هانك سترود. يتسلل فرانك إلى مركز الشرطة، ويكتشف أن سترود كان في الخدمة ليلة الجريمة، ويعثر على دليل يربطه بمسرح الجريمة، بما في ذلك ألياف ذهبية من زيه الرسمي، بالإضافة إلى حقيبة تحتوي على قصاصات صحفية عن فرانك وعائلته، وصور تظهر هوس سترود به.
يستدرج فرانك سترود إلى مستودع مهجور لمواجهته، حيث يدور بينهما قتال عنيف، لكن فرانك يختار في النهاية عدم قتله، مستلهمًا من تأملات أوريليوس أن "أفضل انتقام هو ألا تصبح مثل عدوك". يتم القبض على سترود وإدانته، بينما يفي فرانك بوعده لعائلته بالعثور على الجاني. في المشهد الأخير، يزور فرانك وألما قبر زوجته وابنته، واضعًا حدًا لمسيرة انتقامه.

## وصلات خارجية
- آكتز اوف فينجينس على موقع IMDb (الإنجليزية)
- آكتز اوف فينجينس على موقع ميتاكريتيك (الإنجليزية)
- آكتز اوف فينجينس على موقع روتن توميتوز (الإنجليزية)
- آكتز اوف فينجينس على موقع نتفليكس (الإنجليزية)
- آكتز اوف فينجينس على موقع ألو سيني (الفرنسية)
- آكتز اوف فينجينس على موقع أول موفي (الإنجليزية)
- آكتز اوف فينجينس على موقع فيلمافينيتي (الإسبانية)
- آكتز اوف فينجينس على موقع قاعدة بيانات الفيلم (الإنجليزية)
- آكتز اوف فينجينس على موقع ليتربوكسد (الإنجليزية)
- آكتز اوف فينجينس على موقع كينوبويسك (الروسية)
- صفحة الفيلم على موقع الطماطم الفاسدة
- تشغيل المقطع الدعائي على YouTube